# Узвышша
«Узвышша» (русск. подъём) ― литературно-художественное объединение белорусских писателей в 1926—1931 гг.

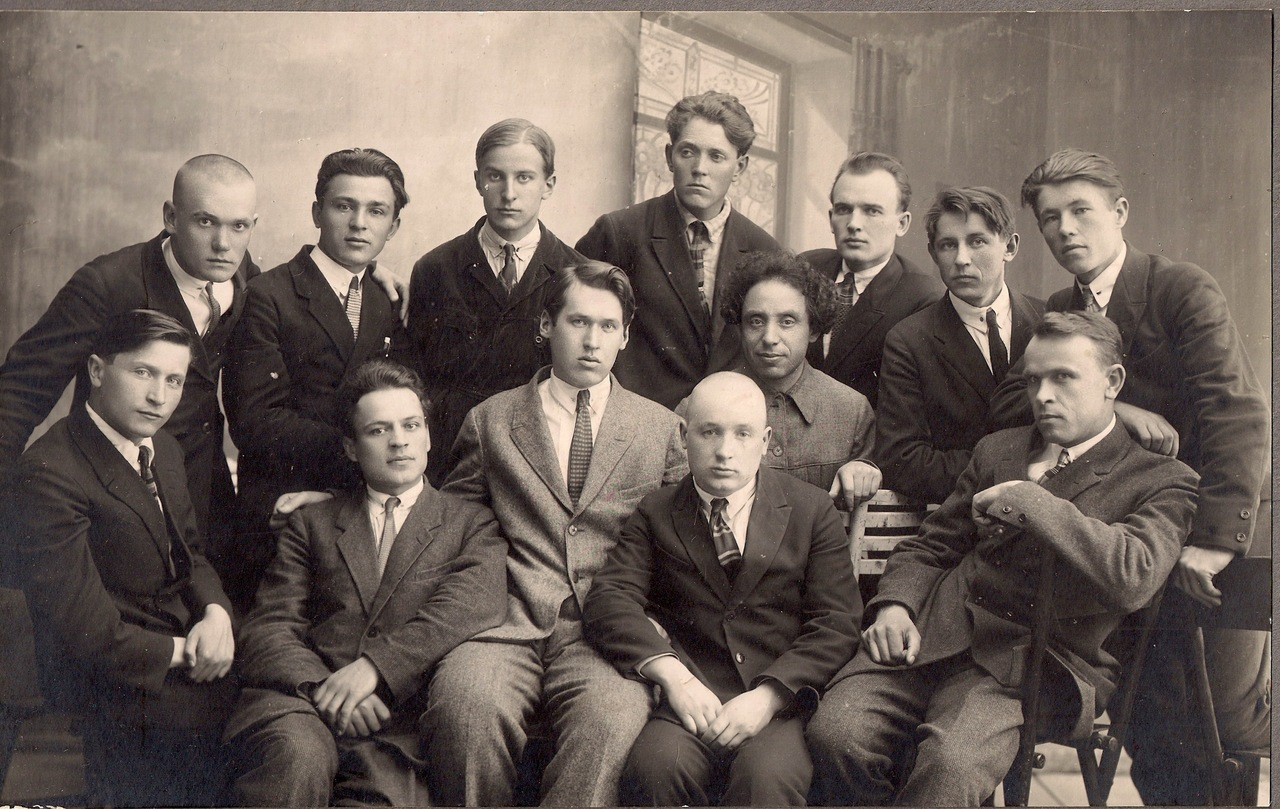
Члены «Узвышша». В первом ряду: Я. Пуща, А. Бабареко, В. Дубовка, К. Чорный, З. Бядуля, К. Крапива. Во втором ряду: М. Лужанин, С. Дорожный, А. Адамович, Т. Кляшторный,
В. Жилка, В. Шашалевич, П. Глебка

## История создания
Образовано 26 мая 1926 года группой писателей, вышедших из объединения «Маладняк». В «Узвышша» вошли К. Чорный (председатель), А. Бабареко (секретарь), З. Бядуля, П. Глебка, В. Дубовка, К. Крапива, М. Лужанин, Я. Пуща, С. Дорожный, А. Шашалевич.

## Общественная и литературная деятельность
Группа провозглашала создание литературы, которую «увидят века и народы», направленность на белорусский фольклор. Взгляды членов объединения способствовали развитию жанров белорусской литературы, обогащению языка и стилей, подняли по сравнению с «Маладняком» культуру письма. Писатели «Узвышша» во многом находились под влиянием московской литературной группы «Перевал», не соглашались с пролеткультовскими концепциями творчества. Эстетическую программу объединение опубликовало в своём журнале, где ставилось весьма критично по отношению к тогдашней белорусской литературе. В конце 1920-х гг. «Узвышша» подвергалось сильной вульгарно-социологической критике и вынуждено было самораспуститься.
Во время работы объединения выходил одноименный литературно-художественный журнал на белорусском языке. Издавался он в 1927—1931 гг. в Минске, публиковал произведения членов объединения, переводы, статьи и рецензии по белорусской литературе и искусству, хронику культурной жизни Белоруссии и республик СССР, информацию о культурной жизни за рубежом.
В журнале впервые опубликованы отдельные разделы из повести «В глубине Полесья» и сказка «Золотой луч» Я. Коласа, многие произведения 3. Бядули, П. Глебки, С. Дорожного, В. Дубовки, В. Жилки, Т. Кляшторного, М. Лужанина, Я. Пущи, В. Хадыки, К. Чорного и других, статьи А. Бабареки, Я. Баричевского, А. Вознесенского, И. Замотина. С журналом сотрудничали композитор и музыкальный деятель М. Ипполитов-Иванов, армянский поэт Е. Чаренц, грузинский поэт К. Каладзе и др.